# Amicrocentrum curvinervis
Amicrocentrum curvinervis är en stekelart som först beskrevs av Cameron 1912.  Amicrocentrum curvinervis ingår i släktet Amicrocentrum och familjen bracksteklar. Inga underarter finns listade i Catalogue of Life.